# 特龙姆波夫斯基进攻
特龙波夫斯基进攻是國際象棋開局兵開局的一種，走法為：1.d4 Nf6 2.Bg5